# Дискографія Ллойда Бенкса
Ллойд Бенкс — американський репер, учасник гурту G-Unit. Нижче наведено його сольну дискографію.

## Студійні альбоми
| Назва                                                                  | Деталі альбому                                                                                             | Найвищі чартові позиції | Найвищі чартові позиції | Найвищі чартові позиції | Найвищі чартові позиції | Найвищі чартові позиції | Найвищі чартові позиції | Найвищі чартові позиції | Найвищі чартові позиції | Найвищі чартові позиції | Найвищі чартові позиції | Сертифікації, наклад                                 |  |
| Назва                                                                  | Деталі альбому                                                                                             | US                      | US R&B                  | US Rap                  | CAN                     | FRA                     | GER                     | IRL                     | NLD                     | SWI                     | UK                      | Сертифікації, наклад                                 |  |
| ---------------------------------------------------------------------- | --- | ----------------------- | ----------------------- | ----------------------- | ----------------------- | ----------------------- | ----------------------- | ----------------------- | ----------------------- | ----------------------- | ----------------------- | ---------------------------------------------------- |  |
| The Hunger for More                                                    | - Випущений: 29 червня 2004 - Лейбл: G-Unit, Interscope - Формат: CD, завантаження музики                  | 1                       | 1                       | —                       | 2                       | 37                      | 45                      | 36                      | 52                      | 65                      | 15                      | - RIAA: Платиновий - CRIA: Платиновий - BPI: Срібний |  |
| Rotten Apple                                                           | - Випущений: 10 жовтня 2006 - Лейбл: G-Unit, Interscope - Формат: CD, завантаження музики                  | 3                       | 1                       | 1                       | 6                       | 65                      | 51                      | 27                      | —                       | 36                      | 40                      | - RIAA: Золотий - CRIA: Золотий                      |  |
| H.F.M. 2 (The Hunger for More 2)                                       | - Випущений: 22 листопада 2010 - Лейбл: G-Unit, EMI - Формат: CD, завантаження музики                      | 26                      | 6                       | 4                       | 4                       | —                       | —                       | —                       | —                       | —                       | —                       | - RIAA: 127 тис.                                     |  |
| The Course of the Inevitable                                           | - Випущений: 4 червня 2021 - Лейбл: Money by Any Means, EMPIRE - Формат: CD, завантаження музики, стрімінг | 84                      | 45                      | —                       | —                       | —                       | —                       | —                       | —                       | —                       | —                       |                                                      |  |
| The Course of the Inevitable 2                                         | - Released: 15 липня 2022 - Лейбл: Money by Any Means, EMPIRE - Формат: CD, завантаження музики, стрімінг  | —                       | —                       | —                       | —                       | —                       | —                       | —                       | —                       | —                       | —                       |                                                      |  |
| «—» означає, що запис не потрапив до чарту чи не був виданий у країні. | |                         |                         |                         |                         |                         |                         |                         |                         |                         |                         |                                                      |  |

## Невидані альбоми
- 2005: The Big Withdraw (матеріал викрали й виклали у мережу)

## Мікстейпи
| Назва                                           | Деталі альбому                                                   |
| ----------------------------------------------- | ---------------------------------------------------------------- |
| Money in the Bank                               | - Випущений: 2003 - Формат: безкоштовне завантаження             |
| Mo' Money in the Bank                           | - Випущений: 2003 - Формат: безкоштовне завантаження             |
| Ca$hing In: Mo Money in the Bank, Pt. 3         | - Випущений: 2004 - Формат: безкоштовне завантаження             |
| Mo Money in the Bank, Pt. 4                     | - Випущений: 2006 - Формат: безкоштовне завантаження             |
| Mo Money in the Bank, Pt. 5 (The Final Chapter) | - Випущений: 18 грудня 2006 - Формат: безкоштовне завантаження   |
| Return of the PLK                               | - Випущений: 26 вересня 2008 - Формат: безкоштовне завантаження  |
| Halloween Havoc                                 | - Випущений: 31 жовтня 2008 - Формат: безкоштовне завантаження   |
| The Cold Corner                                 | - Випущений: 1 січня 2009 - Формат: безкоштовне завантаження     |
| 4.30.09: Happy Birthday                         | - Випущений: 30 квітня 2009 - Формат: безкоштовне завантаження   |
| V.5                                             | - Випущений: 28 грудня 2009 - Формат: безкоштовне завантаження   |
| The Cold Corner 2                               | - Випущений: 8 листопада 2011 - Формат: безкоштовне завантаження |
| V.6: The Gift                                   | - Випущений: 24 липня 2012 - Формат: безкоштовне завантаження    |
| All or Nothing Vol. 1: Failure's No Option      | - Випущений: 31 жовтня 2013 - Формат: безкоштовне завантаження   |
| Halloween Havoc 2                               | - Випущений: 1 листопада 2015 - Формат: безкоштовне завантаження |

## Сингли

### Власні
| Назва                                                                     | Рік  | Найвищі чартові позиції | Найвищі чартові позиції | Найвищі чартові позиції | Найвищі чартові позиції | Найвищі чартові позиції | Найвищі чартові позиції | Найвищі чартові позиції | Найвищі чартові позиції | Найвищі чартові позиції | Сертифікації    | Альбом                         |
| Назва                                                                     | Рік  | США                     | US R&B                  | US Rap                  | Австралія               | Німеччина               | Ірландія                | Нідерланди              | Швеція                  | Велика Британія         | Сертифікації    | Альбом                         |
| ------------------------------------------------------------------------- | ---- | ----------------------- | ----------------------- | ----------------------- | ----------------------- | ----------------------- | ----------------------- | ----------------------- | ----------------------- | ----------------------- | --------------- | ------------------------------ |
| «On Fire»                                                                 | 2004 | 8                       | 4                       | 2                       | 44                      | 36                      | 25                      | 45                      | 18                      | 19                      | - RIAA: Золотий | The Hunger for More            |
| «I'm So Fly»                                                              | 2004 | 102                     | 32                      | 21                      | —                       | —                       | —                       | —                       | —                       | —                       |                 | The Hunger for More            |
| «Karma» (з участю Avant)                                                  | 2004 | 17                      | 9                       | 6                       | —                       | —                       | —                       | —                       | —                       | —                       |                 | The Hunger for More            |
| «Cake» (з участю 50 Cent)                                                 | 2006 | —                       | 65                      | —                       | —                       | —                       | —                       | —                       | —                       | —                       |                 | Rotten Apple                   |
| «Hands Up» (з участю 50 Cent)                                             | 2006 | 84                      | 30                      | 12                      | —                       | 20                      | 26                      | —                       | —                       | 43                      |                 | Rotten Apple                   |
| «You Don't Know» (разом з Eminem, 50 Cent, Cashis)                        | 2006 | 12                      | 87                      | 32                      | —                       | —                       | —                       | —                       | —                       | —                       |                 | Eminem Presents: The Re-Up     |
| «Help» (з участю Keri Hilson)                                             | 2006 | —                       | 77                      | —                       | —                       | —                       | —                       | —                       | —                       | —                       |                 | Rotten Apple                   |
| «Beamer, Benz, or Bentley» (з участю Juelz Santana)                       | 2010 | 49                      | 19                      | 5                       | —                       | —                       | —                       | —                       | —                       | —                       | - RIAA: Золотий | H.F.M. (The Hunger for More 2) |
| «Any Girl» (з участю Lloyd)                                               | 2010 | —                       | 52                      | 24                      | —                       | —                       | —                       | —                       | —                       | —                       |                 | H.F.M. (The Hunger for More 2) |
| «Start It Up» (з участю Kanye West, Swizz Beatz, Ryan Leslie та Fabolous) | 2010 | 105                     | 52                      | 20                      | —                       | —                       | —                       | —                       | —                       | —                       |                 | H.F.M. (The Hunger for More 2) |
| «I Don't Deserve You» (з участю Jeremih)                                  | 2011 | 120                     | 33                      | 19                      | —                       | —                       | —                       | —                       | —                       | —                       |                 | H.F.M. (The Hunger for More 2) |
| «So Forgetful» (з участю Ryan Leslie)                                     | 2011 | —                       | —                       | —                       | —                       | —                       | —                       | —                       | —                       | —                       |                 | H.F.M. (The Hunger for More 2) |
| «—» означає, що запис не потрапив до чарту чи не був виданий у країні.    |      |                         |                         |                         |                         |                         |                         |                         |                         |                         |                 |                                |

#### Промо-сингли
- 2004: «Me Against You» (разом з Young Buck)
- 2006: «You Already Know (Remix)»
- 2009: «Officer Down»
- 2011: «Check Me Out»
- 2011: «Love Me in the Hood»
- 2011: «Make It Stack»
- 2011: «We Fuckin»
- 2012: «Open Arms»

### Інших виконавців
| Назва | Рік  | Найвищі чартові позиції | Найвищі чартові позиції | Найвищі чартові позиції | Найвищі чартові позиції | Найвищі чартові позиції | Найвищі чартові позиції | Найвищі чартові позиції | Найвищі чартові позиції | Сертифікації                                        | Альбом                 |
| Назва | Рік  | США                     | US R&B                  | US Rap                  | Австралія               | Канада                  | Ірландія                | Нова Зеландія           | Велика Британія         | Сертифікації                                        | Альбом                 |
| --- | ---- | ----------------------- | ----------------------- | ----------------------- | ----------------------- | ----------------------- | ----------------------- | ----------------------- | ----------------------- | --------------------------------------------------- | ---------------------- |
| «P.I.M.P.» (50 Cent з участю Snoop Dogg, Lloyd Banks та Young Buck)                                                             | 2003 | 3                       | 2                       | 1                       | 2                       | 18                      | 4                       | 2                       | 5                       | - RIAA: Золотий - ARIA: Платиновий - RIANZ: Золотий | Get Rich or Die Tryin' |
| «Twist It» (Olivia з участю Lloyd Banks)                                                                                        | 2005 | —                       | 114                     | —                       | —                       | —                       | —                       | —                       | —                       |                                                     | —                      |
| «28shots» (DJ Killer S з участю Lloyd Banks, Warren G, Juelz Santana, Joe Budden, Ya Boy, Maino, Serius Jones та Royce da 5'9") | 2010 | —                       | —                       | —                       | —                       | —                       | —                       | —                       | —                       |                                                     | —                      |
| «Remember the Titans» (Joe Budden з участю Lloyd Banks, Fabolous, Royce da 5'9")                                                | 2010 | —                       | —                       | —                       | —                       | —                       | —                       | —                       | —                       |                                                     | —                      |
| «What Chu Talkin bout (Remix)» (Oun-P з участю Lloyd Banks та Jadakiss)                                                         | 2011 | —                       | —                       | —                       | —                       | —                       | —                       | —                       | —                       |                                                     | —                      |
| «Ride the Wave» (Trav з участю Lloyd Banks та Juelz Santana)                                                                    | 2011 | —                       | —                       | —                       | —                       | —                       | —                       | —                       | —                       |                                                     | —                      |
| «Life We Chose» (Havoc з участю Lloyd Banks)                                                                                    | 2013 | —                       | —                       | —                       | —                       | —                       | —                       | —                       | —                       |                                                     | 13                     |
| «—» означає, що запис не потрапив до чарту чи не був виданий у країні.                                                          |      |                         |                         |                         |                         |                         |                         |                         |                         |                                                     |                        |

### Інші пісні, що потрапили до чартів
| Назва                                                                                         | Рік  | Найвищі чартові позиції | Альбом                                 |
| Назва                                                                                         | Рік  | US R&B                  | Альбом                                 |
| --------------------------------------------------------------------------------------------- | ---- | ----------------------- | -------------------------------------- |
| «Victory 2004» (P. Diddy з участю 50 Cent, The Notorious B.I.G., Lloyd Banks та Busta Rhymes) | 2004 | 61                      | Bad Boy's 10th Anniversary... The Hits |
| «Warrior»                                                                                     | 2004 | 110                     | The Hunger for More                    |
| «My House»                                                                                    | 2005 | 124                     | —                                      |
| «Shock the World»                                                                             | 2011 | 111                     | The Cold Corner 2                      |

## Гостьові появи
| - 2003: 50 Cent з участю Lloyd Banks та Eminem — «Don't Push Me» - 2003: 50 Cent з уч. Snoop Dogg, Lloyd Banks та Young Buck — «P.I.M.P. (G-Unit remix)» - 2003: Mýa з уч. Lloyd Banks — «Why You Gotta Look So Good?» - 2003: Obie Trice з уч. 50 Cent, Lloyd Banks та Eminem — «We All Die One Day» - 2004: The Alchemist з уч. Lloyd Banks — «Bangers» - 2004: Young Buck з уч. 50 Cent, Daz Dillinger, Lloyd Banks, Snoop Dogg та Soopafly — «DPG-Unit» - 2004: Young Buck з уч. D-Tay та Lloyd Banks — «Prices on My Head» - 2005: Olivia з уч. Lloyd Banks — «Slowdown» - 2005: Tony Yayo з уч. 50 Cent, Lloyd Banks та Olivia — «We Don't Give a Fuck» - 2005: Tony Yayo з уч. Lloyd Banks — «NYC Is Where I'm From» - 2005: Young Buck з уч. Lloyd Banks — «Feds Coming» - 2005: Young Buck з уч. Lloyd Banks — «We're Back» - 2006: Avant з уч. Lloyd Banks — «Exclusive» - 2006: Mobb Deep з уч. Lloyd Banks — «Stole Something» - 2006: Ras Kass з уч. Lloyd Banks — «Playboy» - 2007: DJ Drama з уч. Young Buck, Lloyd Banks та Tony Yayo — «Talk About Me» - 2007: Hot Rod з уч. Lloyd Banks — «Work It Out» - 2009: Maino з уч. Lloyd Banks — «My Bandana» - 2009: Nipsey Hussle з уч. Cory Gunz, June Summers та Lloyd Banks — «Speak My Language» - 2010: DJ Kayslay з уч. Tony Yayo, Papoose, Lloyd Banks, Jim Jones та Rell — «Men of Respect» - 2010: DJ Self з уч. Lloyd Banks, Jim Jones та Lil' Kim — «Standing on Couches» | - 2010: Joe Budden з уч. Lloyd Banks, Fabolous, Royce da 5'9" — «Remember the Titans» - 2010: Kanye West з уч. Kid Cudi, Pusha T, John Legend, Lloyd Banks та Ryan Leslie — «Christian Dior Denim Flow» - 2010: Lloyd з уч. Lloyd Banks — «Forever» - 2010: Reek da Villian з уч. Lloyd Banks — «Zoooovie» - 2011: Bobby V з уч. Lloyd Banks — «Hummin'» - 2011: Crooked I з уч. Lloyd Banks — «E.T. Bars» - 2011: Fabolous з уч. Lloyd Banks — «Get Down or Lay Down» - 2011: Fabolous з уч. Lloyd Banks та Red Cafe — «The Realest» - 2011: Fabolous з уч. Lloyd Banks та Vado — «Mo Brooklyn, Mo Harlem, Mo Southside» - 2011: Jim Jones з уч. Lloyd Banks, Prodigy та Sen City — «Take a Bow» - 2011: Oun-P з уч. Lloyd Banks та Jadakiss — «What Chu Talkin bout (Remix)» - 2011: Raekwon з уч. Lloyd Banks — «Last Train to Scotland» - 2011: Styles P з уч. Lloyd Banks — «We Don't Play» - 2011: Young Chris з уч. Lloyd Banks — «FlatLine» - 2012: Bow Wow з уч. Lloyd Banks — «Yeah Yeah» - 2012: Gilbere Forte з уч. Lloyd Banks — «Get It Poppin'» - 2012: Jadakiss з уч. Fabolous та Lloyd Banks — «Respect It» - 2012: Maino з уч. Lloyd Banks — «Yes Yes Y'all» - 2013: Funkmaster Flex з уч. Lloyd Banks — «Get Involved» - 2013: Joe Budden з уч. Juicy J та Lloyd Banks — «Last Day» - 2013: Juelz Santana з уч. Lloyd Banks — «Turn It Up» - 2013: Tony Yayo з уч. Lloyd Banks — «Selling Keys» - 2015: DJ Kay Slay з уч. Lloyd Banks — «The Remainder» - 2015: Vado з уч. Lloyd Banks — «Yea It Is» - 2015: Young Buck з уч. Lloyd Banks, Yo Gotti та Lil Reese — «Exclusive» |

## Ремікси
- 2003: Obie Trice за уч. Lloyd Banks, Redman, Jadakiss, Nate Dogg — «The Setup» (Remix)
- 2005: 50 Cent за уч. Mase та Lloyd Banks — «Window Shopper» (Remix)
- 2005: Game за уч. 50 Cent, Tony Yayo та Young Buck — «Hate It or Love It» (Remix)
- 2006: Busta Rhymes за уч. Mary J. Blige, Rah Digga, Missy Elliott, Papoose, DMX та Lloyd Banks — «Touch It» (Remix)
- 2009: Red Café за уч. Busta Rhymes, Juelz Santana, Lloyd Banks та Diddy — «Hottest In the Hood» (Remix)
- 2009: DJ Kay Slay за уч. Papoose, Jadakiss, Styles P, Sheek Louch, Bun B, Lloyd Banks, Tony Yayo та Ray J — «You Heard of Us» (Remix)
- 2009: Maino за уч. Swizz Beatz та Lloyd Banks — «Million Bucks» (Remix)
- 2009: Diddy - Dirty Money за уч. Lloyd Banks — «Love Come Down» (Remix)
- 2009: Amerie за уч. Lloyd Banks та Trey Songz — «Pretty Brown» (Remix)
- 2010: Red Café за уч. Lloyd Banks, Ryan Leslie та Claudette Ortiz — «I'm Ill» (Remix)
- 2010: Alicia Keys за уч. Lloyd Banks — «Un-Thinkable (I'm Ready)» (Remix)
- 2010: Miguel за уч. Lloyd Banks та J. Cole — «All I Want Is You» (Remix)
- 2010: Jazmine Sullivan за уч. Lloyd Banks — «Holding You Down (Goin' in Circles)» (Remix)
- 2011: French Montana за уч. Chinx Drugz, Tony Yayo — «Shot Caller» (Remix)

## Відеокліпи

### Власні
| Назва                                                | Рік  | Режисер(и)             |
| ---------------------------------------------------- | ---- | ---------------------- |
| «On Fire»                                            | 2004 | Джессі Терреро         |
| «I'm So Fly»                                         | 2004 | Джессі Терреро         |
| «Karma»                                              | 2004 | Little X               |
| «Hands Up»                                           | 2006 | Джессі Терреро         |
| «Help»                                               | 2006 | Меліна                 |
| «The Cake»                                           | 2006 |                        |
| «You Don't Know» (разом з Eminem, 50 Cent та Cashis) | 2006 | The Saline Project     |
| «Beamer, Benz, or Bentley»                           | 2010 | Broadway               |
| «I Get Around»                                       | 2010 | 50 Cent                |
| «Need to Be 1»                                       | 2010 | 50 Cent                |
| «Bomb First»                                         | 2010 | 50 Cent                |
| «Big Bully»                                          | 2010 | 50 Cent                |
| «On My Way»                                          | 2010 | 50 Cent                |
| «Love & Hate»                                        | 2010 | Джеймс «Latin» Кларк   |
| «S.O.D.»                                             | 2010 | Джеймс «Latin» Кларк   |
| «Any Girl»                                           | 2010 | Дж. Джесі Сміт         |
| «Greenday»                                           | 2010 |                        |
| «I Don't Deserve You»                                | 2011 | Parris                 |
| «So Forgetful»                                       | 2011 | Армен Джеррахян        |
| «Home Sweet Home»                                    | 2011 | Майк Карсон, Майк Векс |
| «1, 2, 3 Grind»                                      | 2012 | Q-Butta                |
| «Angel Dust»                                         | 2016 | Ейф Рівера             |
| «Money Over Matter»                                  | 2016 | Ейф Рівера             |

### Інших виконавців
- 2005: Olivia з уч. Lloyd Banks — «Twist It»
- 2005: Daddy Yankee з уч. Lloyd Banks та Young Buck — «Rompe (Remix)»
- 2011: Oun-P з уч. Lloyd Banks, Jadakiss та Fred the Godson — «What Chu Talkin bout»
- 2011: Red Café з уч. Fabolous та Lloyd Banks — «The Realest»
- 2011: DJ Suss One з уч. Floyd Mayweather, Junior Reid, Jadakiss, Lloyd Banks, French Montana — «Champion»
- 2013: Havoc з уч. Lloyd Banks — «Life We Chose»
- 2014: Troy Ave з уч. Lloyd Banks — «Your Style»